# Haworthia mucronata
Haworthia mucronata ist eine Pflanzenart der Gattung Haworthia in der Unterfamilie der Affodillgewächse (Asphodeloideae).

## Beschreibung
Haworthia mucronata wächst stammlos und sprossend. Die 30 bis 45 einwärts gebogenen, breit eiförmig-lanzettlichen Laubblätter bilden eine Rosette mit einem Durchmesser von 6 bis 12 Zentimetern. Die weiche Blattspreite ist leicht durchscheinend. Am durchscheinenden Blattrand und dem durchscheinenden Blattkiel befinden sich häufig Dornen.
Der kräftige Blütenstand erreicht eine Länge von bis zu 40 Zentimeter und besteht aus zahlreichen, dicht angeordneten, breiten Blüten. Die weißen Blüten besitzen eine grüne Nervatur.

## Systematik und Verbreitung
Haworthia mucronata ist in der südafrikanischen Provinz Ostkap im Osten der Kleinen Karoo verbreitet.
Die Erstbeschreibung durch Adrian Hardy Haworth wurde 1819 veröffentlicht. Nomenklatorische Synonyme sind Aloe mucronata (Haw.) Roem. & Schult.f. (1829) und Haworthia altilinea var. morrisiae (Haw.) Poelln. (1937).
Es werden folgende Varietäten unterschieden:
- Haworthia mucronata var. mucronata
- Haworthia mucronata var. habdomadis (Poelln.) M.B.Bayer
- Haworthia mucronata var. inconfluens (Poelln.) M.B.Bayer
- Haworthia mucronata var. morrisiae (Poelln.) Poelln.
- Haworthia mucronata var. rycroftiana (M.B.Bayer) M.B.Bayer

## Nachweise